# 崔杼
崔杼（？—前546年），姜姓，崔氏，名杼，谥武，又稱崔子、崔武子。春秋齊國大夫，是齊丁公的後裔。

## 生平

### 家世背景
齊丁公太子崔季子，因讓位予齊乙公，逃到崔，成為齊國大夫，生崔穆伯，穆伯生崔沃，崔沃生崔野，崔野八世孫崔夭，崔夭生崔杼，
崔杼早年曾得到惠公寵信，惠公去世後，高固、國佐怕受他脅迫，將其驅逐出國，崔杼出奔到衛國。後返齊。

### 擁立莊公
靈公娶魯國之女，生下公子光，立為太子，是為太子光。靈公後娶仲姬、戎姬。戎姬受寵，仲姬生公子牙，給戎姬撫養。戎姬請求改立公子牙為太子，靈公答應。仲姬說：「不可以。太子光的地位被諸侯們承認，如果無故廢除，以後您一定後悔。」靈公說：「主導權在我罷了。」於是把太子光遷到於東部，以高厚為太傅，夙沙衛為少傅，輔佐太子牙。
靈公二十八年（前554年），靈公病重，崔杼迎太子光為君，是為齊後莊公。崔杼殺戎姬，陳屍於堂。同年4月9日(五月壬辰，格里曆)，靈公去世，莊公即位，在句瀆丘（在今山東省菏澤市）將太子牙殺死。八月，崔杼殺高厚。十一月，殺在高唐（在今山東省聊城市）叛亂的夙沙衛。

### 弒殺莊公
齊後莊公與崔杼之妻東郭姜通奸，多次去崔杼家，還把崔杼的冠賞給別人。莊公的侍從說：「不可。」崔杼大怒，借莊公伐晉，想與晉國合謀襲莊公但未得機會。莊公曾鞭笞宦官賈舉，賈舉又被任為內侍，替崔杼尋找殺死莊公的可乘之機。
莊公六年（前548年）五月，莒國國君朝見齊君，莊公在甲戌日宴請莒君。崔杼謊稱有病不上朝。
乙亥，莊公探望崔杼，但意在其妻，故接著調戲崔杼之妻。崔妻入室，與崔杼同把門關上不出，莊公抱柱唱歌。這時賈舉把莊公的侍從武士攔在外面而自己進入院子，把院門關上。崔杼的徒眾手執弓箭、兵器一擁而上。莊公請求和解，眾人不答應，莊公又請求盟誓定約，眾人也不答應，莊公於是請求到宗廟自殺，眾人仍不答應。大家說：「您的臣子崔杼生病了，不能來聽您吩咐。這裏離宮廷很近，我們這些家臣只是來捉拿淫賊，沒有第二種命令。」莊公跳墻想逃跑，被射中大腿，反墜墻裏，被殺。
上大夫晏嬰不願意自殺或逃亡，他只站在崔杼的門外說：「統治人民的，難道是凌駕於人民嗎？社稷才是真正的君主。為人臣者豈為了祿米？是為了保護社稷啊。所以君主為社稷而死，我也為君主而死；君主為社稷而逃亡，我也為君主而逃亡。如果他是為了自己的錯誤而死或逃亡，我又不是他的親寵之臣，誰願意這樣去作？而且有人都敢弒殺君主了，我何必自殺，何必逃亡，又要去哪？」門開後，晏嬰進去，伏在莊公的屍首上大哭，表示悲痛，又起來。跳了三次後（古代喪俗「頓足」之禮），就離開了。旁人對崔杼說：「一定要殺晏嬰。」崔杼說：「他有民望，放了他，以爭取民心罷。」
齊國太史寫下了「崔杼弒其君」，崔杼殺死太史。太史之大弟再繼續這樣寫，崔杼又殺了大弟。太史的二弟也這樣記載，崔杼只好放過了他。太史的族人南史氏以為太史全家都被殺了，帶著竹簡要去寫「崔杼弒其君」這幾個字，結果發現已經如實記錄，於是離去。文天祥《正氣歌》的「在齊太史簡」即指此事。

### 齊國右相
丁丑，崔杼立起莊公弟公子杵臼為君，是為景公。景公即位後，任命崔杼為右相，慶封為左相。二位國相怕國內動亂，命令國人盟誓：「不跟隨崔、慶兩家的人都得死！」晏嬰說：「我晏嬰不能參加，我只能跟隨忠於君主、利於社稷的人！在此向上帝發誓。」才歃血，意思是不肯參盟。慶封想殺晏嬰，崔杼說：「是忠臣啊，放過他。」

### 失勢與去世
崔杼原配有子崔成、崔彊。後崔杼丧妻，又娶東郭姜，生子崔明。東郭姜讓她前夫棠公之子棠無咎、弟東郭偃做崔氏家相。
景公二年（前546年），崔成有病，崔杼因而乘機立愛妻之子崔明為繼承人。成請求到崔邑告老還鄉，崔杼答應，二相不肯，认为崔邑应该归崔氏宗主。崔成求助于庆封，庆封告诉卢蒲嫳。卢蒲嫳说：“他，是国君的仇人。上天或者将要抛弃他了。他家里确实出了乱子，您何必担心？崔家的削弱，就是庆家的加强。”崔成和弟弟崔彊在庆封怂恿下，杀死棠无咎、东郭偃。崔杼出逃，请庆封帮他安定家族，庆封趁机派卢蒲嫳杀崔成、崔彊，东郭姜自杀。崔杼见家破人亡，也绝望自杀。崔明逃到鲁国。
同年秋，齊人移葬莊公，把崔杼屍體示眾以泄民憤。

## 家庭

### 妻
- 東郭姜

### 子
- 崔成
- 崔彊
- 崔明（母東郭姜）